# 鲍里斯陨石坑
鲍里斯陨石坑（Boris）是位于月球正面雨海西部的一座小撞击坑，其名称取自俄语男性名，1979年被国际天文学联合会正式接受。

## 描述
该陨坑西北和东北分别靠近小陨坑加斯顿和琳达、西南毗邻较大的德利尔环形山，它的东面和东南分别蜿蜒着德利尔月溪和丢番图月溪，北面则连接了鲍里斯断崖。
该陨坑中心月面坐标为30°32′N 33°30′W / 30.53°N 33.5°W，直径1.73公里，深约0.32公里。
鲍里斯陨石坑是一座形状不规则的凹坑，坑壁最大高出周边地形60米，内部容积约0.21立方公里。